# بخش کلینتون (شهرستان فولتون، اوهایو)
بخش کلینتون (به انگلیسی: Clinton Township) یک منطقهٔ مسکونی در ایالات متحده آمریکا است که در شهرستان فولتن، اوهایو واقع شده‌است.
 بخش کلینتون ۱۰۷٫۸ کیلومتر مربع مساحت و ۹٬۵۵۴ نفر جمعیت دارد و ۲۳۵ متر بالاتر از سطح دریا واقع شده‌است.